# Ansonia albomaculata
Ansonia albomaculata is een kikker die behoort tot de familie van de padden (Bufonidae). De soort werd voor het eerst wetenschappelijk beschreven door Robert Frederick Inger in 1960. De soortaanduiding albomaculata betekent vrij vertaald 'wit gevlekt' en slaat op de lichtere vlekken op de huid van de kikker.
De soort komt voor in delen van Azië en leeft in de landen Brunei, Indonesië en Maleisië.
De natuurlijke habitat van deze soort bestaan uit de tropische en subtropische regenwouden en rivieren in het areaal. De soort heeft de IUCN status gevoelig gekregen omdat het gebied waar hij in voorkomt waarschijnlijk niet groter is dan 2000 km² en de omvang en kwaliteit van de habitat snel afneemt.